# Domino Records
Domino Records is een onafhankelijke platenmaatschappij, opgericht in 1993 door Laurence Bell en zijn partner Jacqui Rice, gevestigd te Londen, Verenigd Koninkrijk.
Domino's eerste #1 album in het Verenigd Koninkrijk was in oktober 2005 met Franz Ferdinand's You Could Have It So Much Better. De eerste #1 single volgde rond dezelfde tijd met I Bet You Look Good On The Dancefloor van de Arctic Monkeys.

## Bands
- Alan Braxe & Friends
- Alex Izenberg
- Alex Turner
- Alison Mosshart
- Animal Collective
- Anna Calvi
- Arctic Monkeys
- Arlo Day
- Austra
- Avey Tare
- Beth Gibbons
- Bill Ryder-Jones
- Bonnie Prince Billy
- Braxe + Falcon
- Buscabulla
- Cass McCombs
- Cat Power
- Clinic
- Dan Deacon
- Deakin
- Ela Minus
- Fat Dog
- Fat White Family
- Flasher
- Franz Ferdinand

- George Fitzgerald
- Georgia
- Hayden Thorpe
- Hen Ogledd
- Hot Chip
- Jaakko Eino Kalevi
- James Yorkston
- Joe Goddard
- John Cale
- Jon Hopkins
- Julia Holter
- The Kills
- King Creosote
- LA Priest
- The Last Shadow Puppets
- Lawrence Hart
- Martin Courtney
- Melody's Echo Chamber
- Motion Graphics
- my bloody valentine
- NÉRIJA
- Night Moves
- One True Pairing
- Owen Pallett
- Panda Bear

- The Pastels
- Peter Perrett
- Porches
- Pram
- Protomartyr
- The Range
- Real Estate
- Richard Dawson
- Robert Wyatt
- Rustin Man
- SASAMI
- Shirley Collins
- Sorry
- Stephen Malkmus
- Stephen Malkmus and the Jicks
- Steve Mason
- Tirzah
- Villagers
- Wet Leg
- Will Oldham
- Wilma Archer
- Yorkston/ Thorne/Khan

#### Voormalige Artiesten
- 10,000 Things
- About Group
- Adem
- Aerial M
- Alex G
- ...And You Will Know Us by the Trail of Dead
- Archie Bronson Outfit
- Aztec Camera
- Beat Happening
- The Beautiful New Born Children
- The Blueskins
- Bonde do Role
- Bowlfish
- Chief
- Cinema
- Clearlake
- Come
- Correcto
- Crescent
- Cindy Dall
- David Pajo (Aerial M, Papa M, and Pajo)
- DC Gore
- Deluxx Folk Implosion
- Director Sound
- Dirty Projectors
- Dominic and the Bell Ends
- Ducktails
- Matt Elliott
- Elliott Smith
- Empress
- Eugene Kelly
- The Fall
- Farrah
- The Feelies
- Benjy Ferree
- Fence Collective
- Fire Engines
- Fizzarum
- Flipper
- Flying Saucer Attack
- The Folk Implosion
- The For Carnation
- Four Tet
- François and the Atlas Mountains
- Fridge
- Future Pilot AKA
- Galaxie 500
- Ganger
- Gastr del Sol
- God's Eye
- Grant Hart
- Guided by Voices
- Gummo (soundtrack)

- Neil Michael Hagerty
- HARD FEELINGS
- HMS Ginafore
- Hood
- International Airport
- Jad Fair
- James Yorkston & The Big Fancy Players
- Jason Loewenstein
- Jim O'Rourke
- John Maus
- Josef K
- Juana Molina
- Junior Boys
- Kama Aina
- Kieran Hebden & Steve Reid
- Leatherface
- Lightships
- Lightspeed Champion
- Liquid Liquid
- Lone Pigeon
- Loose Fur
- Lou Barlow
- The Magnetic Fields
- Maher Shalal Hash Baz
- Malachai
- Matthew E. White
- Max Tundra
- Mazey Fade
- MFA
- Midnight Funk Association
- Barbara Morgenstern
- Mouse on Mars
- Movietone
- Mr Twin Sister
- Nagisa Ni Te
- Neutral Milk Hotel
- Omar Souleyman
- Orange Juice
- Jim O'Rourke
- Outer Limits Recordings
- Pajo
- Palace
- Palace Brothers
- Palace Music
- Palace Songs
- Papa M
- Patrick Watson
- Pavement
- Peaking Lights
- Petite Noir
- The Pictish Trail
- Plush
- Policecat

- Preston School of Industry
- Psapp
- The Pyramids
- Quasi
- Quickspace
- Quickspace Supersport
- Royal Trux
- Sam Coomes
- Sandy Dirt
- Scarce
- Schlammpeitziger
- Sebadoh
- Sentridoh
- Silver Jews
- Smog
- Smudge
- Sons and Daughters
- Spiritualized
- Steve Reid Ensemble
- Superchunk
- Superorganism
- Tele:Funken
- Television Personalities
- Telstar Ponies
- Terry Funken
- Test Icicles
- The Child of Lov
- The Go-Betweens
- The Third Eye Foundation
- The Triffids
- These New Puritans
- To Rococo Rot
- Townes Van Zandt
- Tricky
- u.n.p.o.c.
- V-Twin
- Von Südenfed
- Washed Out
- We Are Catchers
- Weird War
- White Lung
- White Williams
- Wild Beasts
- Woodbine
- Xenoula
- Yo Majesty
- James Yorkston and The Athletes
- Young Marble Giants
- Your Friend